# Ферндаун
Ферндаун (англ. Ferndown) — город и община в Дорсете, Англия. Расположен непосредственно к северу от унитарных единиц графства — городов Пул и Борнмут. Ферндаун является крупнейшим городом в графстве Дорсет с точки зрения населения. Однако, здесь относительно большой процент пожилого населения (38,5 % в возрасте 60 или выше).
Рядом проходит магистраль A31, которая востоке соединяется с M27 и M3. На западе A31 ведет на А35 в Девон. Ближайшая железнодорожная станция находится в Борнмуте в 11 км. Близлежащим портом является порт города Пул. Также Ферндаун находится всего в 6,4 км от Международного аэропорта Борнмута. Оттуда обеспечиваются регулярные рейсы внутри Великобритании и в континентальную Европу.
На окраине города располагается Ferndown and Uddens Industrial Estates, самая крупная промышленная зона в Восточном Дорсете, содержащая широкий спектр больших и малых предприятий.